# Xylocopa tesselata
Xylocopa tesselata är en biart som beskrevs av Maa 1970. Xylocopa tesselata ingår i släktet snickarbin, och familjen långtungebin. Inga underarter finns listade i Catalogue of Life.